# Emanuel Filibert Sabaudzki-Carignano
Emanuel Filibert Sabaudzki właściwie wł. Emanuele Filiberto di Savoia-Carignano zwany Niemową (ur. 20 sierpnia 1628, zm. 23 kwietnia 1709) – książę Carignano, był synem i następcą Tomasza Franciszka wł. Tomasso Francesco, księcia Carignano. Zbudował Pałac Carignano w Turynie.

## Życiorys
Urodził się głuchy, w Moutiers, Sabaudia, obecnie część Francji. Jego głuchota silnie niepokoiła rodzinę. Jednak w końcu nauczył się komunikować z innymi ludźmi poprzez czytanie z ust i mówić kilka słów, choć z wielkim trudem.
W młodości został wysłany do hiszpańskiego księdza Don Emanuela hiszp. Manuel Ramireza, znanego nauczyciela głuchych w Hiszpanii. Pod jego kierownictwem Emanuel Filibert nauczył się czytać i pisać. Kontynuował naukę całego szeregu przedmiotów pod kierunkiem Aleksandra Alessandro Tesauro,wykazując duże zdolności. Jego siostra, księżniczka Luiza Krystyna wł. Louise Christine była żoną dziedzicznego księcia Ferdynanda Maksymiliana Baden-Baden, którzy byli rodzicami słynnego Türkenlouis, Ludwika Wilhelma Baden-Baden.
Mając 20 lat, Emanuel Filibert towarzyszył swemu ojcu Tomaszowi w jego ostatniej kampanii w Lombardii, wykazując się wielkim męstwem, a dwa lata później nadano mu stopień pułkownika kawalerii w służbie jego daleki kuzyna Ludwika XIV, króla Francji.
W 1658 roku Emanuel Filibert został promowany do stopnia generała-porucznika, przez swego kuzyna Karola Emanuela II, księcia Sabaudii, a w 1663 r., w związku z nieobecnością tego ostatniego, został mianowany gubernatorem miasta Asti. Kiedy Karol Emanuel wł. Carlo Emanuele zmarł w 1675 roku, jego syn i następca, Wiktor Amadeusz wł. Vittorio Amedeo miał zaledwie dziewięć lat, i Emmanuel Filibert stał się dziedzicem Sabaudii do czasu gdy Wiktor Amadeusz będzie miał męskiego potomka (co się nie stało, aż do 1699).
Wielki znawca architektury, Emanuel Filibert polecił zbudować Pałac Carignano w Turynie, powstały w latach 1679 - 1684. Zlecił też poważny remont w zamku Racconigi. Guarino Guarini przebudował starą rezydencję, projekt parku powierzono Andrzej Notre fr. André Le Nôtre, który założył wspaniałe francuskie ogrody.
W listopadzie 1701, reprezentował Filipa V Hiszpańskiego przy zawieraniu małżeństwa per-procura Filipa V i jego kuzynki Marii Ludwiki Sabaudzkiej. Był także ojcem chrzestnym dla siostry Marii Ludwiki, księżniczki Marii Adelajdy, matki Ludwika XV.
Emanuel Filibert zmarł w Turynie 21 kwietnia 1709 roku. W 1836 roku jego szczątki zostały sprowadzone do kościoła Świętgo Michała z Chiusa wł. San Michele Della Chiusa w tym mieście.

## Małżeństwo i potomstwo

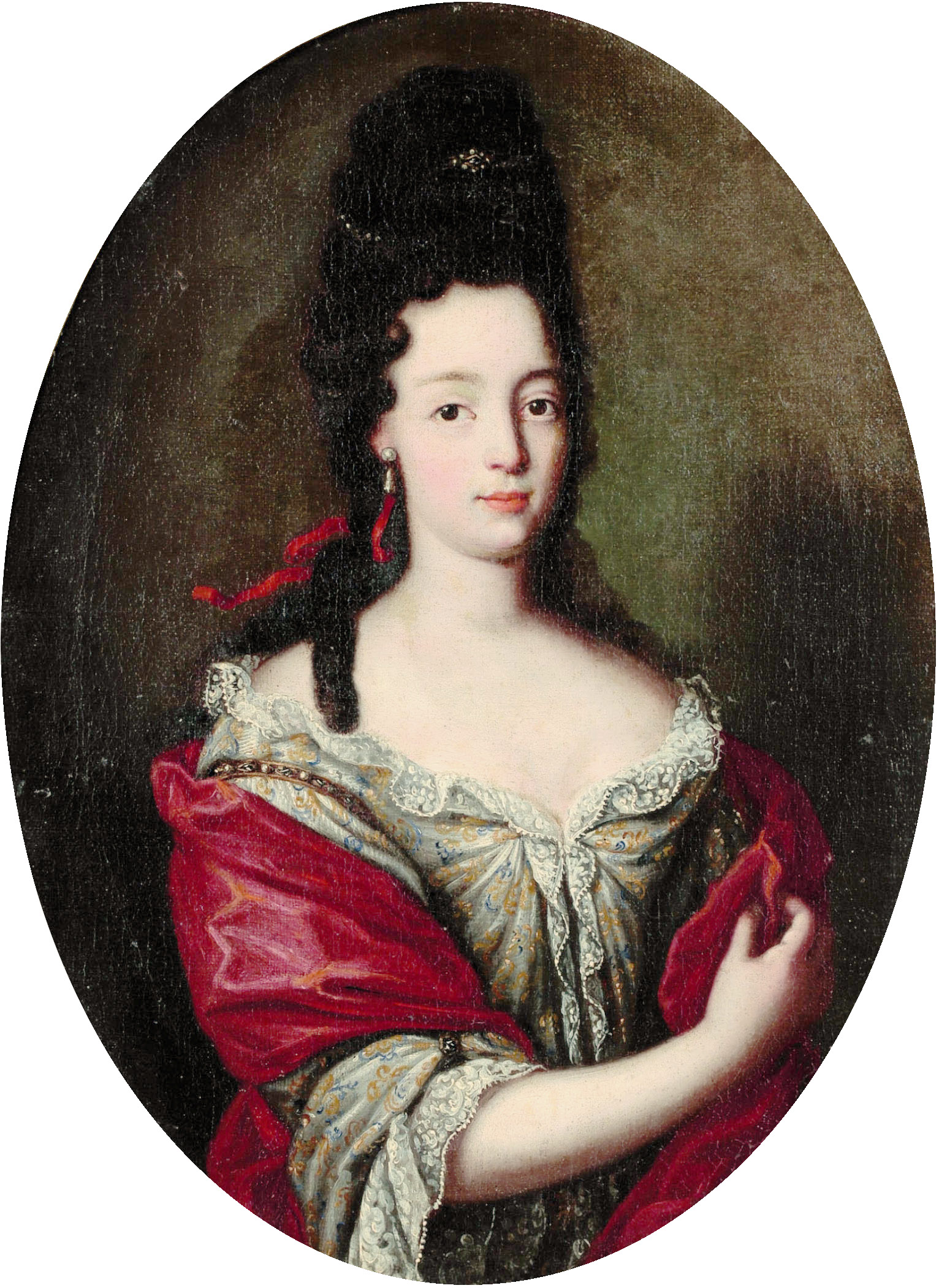
Maria Angelika Katarzyna, obraz namalowany przez naśladowcę Rigauda.

W dniu 10 stycznia 1684 w zamku Racconigi, Emanuel Filibert, po pięćdziesiątce, ożenił się z Marią Angeliką Katarzyną d'Este, piękną córka zmarłego generała Borso d' Este, członka rodziny księcia Modeny, i Hipolity d'Este, siostrzenicy Borso. Temy związkowi był przeciwny Ludwika XIV Francuski, który chciał aby Emanuel Filibert poślubił francuską księżniczkę, biorąc pod uwagę jego pozycję, jako dziedzica księstwa Sabaudii (Maria Teresa Burbon lub jedna z jej sióstr, zostały zaproponowane jako ewentualne panny młode, jak że Ludwik XIV nie miał córek pochodzących z małżeństwa).
W 1685 roku, po wstawiennictwie Wiktora Amadeusza II, Emanuel Filibert otrzymał pozwolenie od Ludwika XIV, aby powrócić do Turyn. On i Katarzyna mieli dwie córki i dwóch synów, z których tylko syn Wiktor Amadeusz miał dzieci.
- Maria Izabela Sabaudzka wł. Maria Isabella (14 marca 1687 - 2 maja 1767)[1] małżeństwa:

Alfons wł. Alfonso Tapparello, hrabia Lagnasco, bezdzietne;
Eugeniusz wł. Eugenio, hrabia Cambiano z Ruffia, bezdzietne;
Kawaler Karol wł. Carlo Biandrate z San Giorgio, bezdzietne;
- Maria Wiktoria wł. Maria Vittoria (12 lutego 1688 - 18 maja 1763 roku) wyszła za Honorego wł. Onorato Malabaila, hrabiego Canale w 1721, bezdzietne[1];
- Wiktor Amadeusz wł. Vittorio Amedeo, (1 marca 1690 - 4 kwietnia 1741), następca Emanuela Filiberta[1][2], ożenił się z Marią Wiktorią Franciszką Sabaudzką, legitymizowaną córką Wiktora Amadeusza II z Sardynii i jego kochanki Joannu Chrzciciel d'Albert de Luynes, mieli dzieci;
- Tomasz Filip Kajetan Sabaudzki wł. Tommaso Filippo Gastone (10 maja 1696 - 12 września 1715), nigdy nie był żonaty[1].

## Tytuły i ordery

### Tytuły
- 2° książde Carignano
- Markiz Racconigi i Busca zn Cavallermaggiore, Villafranca, Vigone, Barge, Caselle, Roccavione, Peveragno, Salussola i Boves od 1656;
- Generał porucznik miasta i prowincji Ivrea od 1644,
- Pułkownik kawalerii w regimencie zagranicznym na służbie francuskiej od 1657,
- Porucznik księcia Sabaudii od 1658.
- Generał porucznik miasta i prowincji Asti od 1663

### Ordery
Najwyższy Order Zwiastowania Najświętszej Marii Panny (Order Annuncjaty) w 1648

## Rodowód
| Emanuel Filibert Sabaudzki-Carignano | Ojciec: Tomasz Franciszek Sabaudzki-Carignano | Dziadek po mieczu: Karol Emanuel I Sabaudzki  | Pradziadek po mieczu: Emanuel Filibert I Sabaudzki     | Prapradziadek po mieczu: Karol II Sabaudzki                |
| Emanuel Filibert Sabaudzki-Carignano | Ojciec: Tomasz Franciszek Sabaudzki-Carignano | Dziadek po mieczu: Karol Emanuel I Sabaudzki  | Pradziadek po mieczu: Emanuel Filibert I Sabaudzki     | Praprababka po mieczu: Beatrycze Aviz                      |
| Emanuel Filibert Sabaudzki-Carignano | Ojciec: Tomasz Franciszek Sabaudzki-Carignano | Dziadek po mieczu: Karol Emanuel I Sabaudzki  | Prababka po mieczu: Małgorzata Walezjuszka             | Prapradziadek po mieczu: Franciszek I Francuski            |
| Emanuel Filibert Sabaudzki-Carignano | Ojciec: Tomasz Franciszek Sabaudzki-Carignano | Dziadek po mieczu: Karol Emanuel I Sabaudzki  | Prababka po mieczu: Małgorzata Walezjuszka             | Praprababka po mieczu: Klaudia Francuska                   |
| Emanuel Filibert Sabaudzki-Carignano | Ojciec: Tomasz Franciszek Sabaudzki-Carignano | Babka po mieczu: Katarzyna Michalina Habsburg | Pradziadek po mieczu: Filip II Hiszpański              | Prapradziadek po mieczu: Karol V Habsburg                  |
| Emanuel Filibert Sabaudzki-Carignano | Ojciec: Tomasz Franciszek Sabaudzki-Carignano | Babka po mieczu: Katarzyna Michalina Habsburg | Pradziadek po mieczu: Filip II Hiszpański              | Praprababka po mieczu: Izabela Aviz                        |
| Emanuel Filibert Sabaudzki-Carignano | Ojciec: Tomasz Franciszek Sabaudzki-Carignano | Babka po mieczu: Katarzyna Michalina Habsburg | Prababka po mieczu: Elżbieta Walezjuszka               | Prapradziadek po mieczu: Henryk II Francuski               |
| Emanuel Filibert Sabaudzki-Carignano | Ojciec: Tomasz Franciszek Sabaudzki-Carignano | Babka po mieczu: Katarzyna Michalina Habsburg | Prababka po mieczu: Elżbieta Walezjuszka               | Praprababka po mieczu: Katarzyna Medycejska                |
| Emanuel Filibert Sabaudzki-Carignano | Matka: Maria Burbon-Soissons                  | Dziadek po kądzieli: Karol Burbon-Soissons    | Pradziadek po kądzieli: Ludwik I Burbon-Condé          | Prapradziadek po kądzieli: Karol IV Burbon-Vendôme         |
| Emanuel Filibert Sabaudzki-Carignano | Matka: Maria Burbon-Soissons                  | Dziadek po kądzieli: Karol Burbon-Soissons    | Pradziadek po kądzieli: Ludwik I Burbon-Condé          | Praprababka po kądzieli: Franciszka Alenço                 |
| Emanuel Filibert Sabaudzki-Carignano | Matka: Maria Burbon-Soissons                  | Dziadek po kądzieli: Karol Burbon-Soissons    | Prababka po kądzieli: Franciszka Orleańska-Longueville | Prapradziadek po kądziel: Franciszek Orleański-Longueville |
| Emanuel Filibert Sabaudzki-Carignano | Matka: Maria Burbon-Soissons                  | Dziadek po kądzieli: Karol Burbon-Soissons    | Prababka po kądzieli: Franciszka Orleańska-Longueville | Praprababka po kądzieli: Żaklina Rohan                     |
| Emanuel Filibert Sabaudzki-Carignano | Matka: Maria Burbon-Soissons                  | Babka po kądzieli: Anna Montafià              | Pradziadek po kądzieli: Ludwik Montafià                | Prapradziadek po kądziel: ?                                |
| Emanuel Filibert Sabaudzki-Carignano | Matka: Maria Burbon-Soissons                  | Babka po kądzieli: Anna Montafià              | Pradziadek po kądzieli: Ludwik Montafià                | Praprababka po kądzieli: ?                                 |
| Emanuel Filibert Sabaudzki-Carignano | Matka: Maria Burbon-Soissons                  | Babka po kądzieli: Anna Montafià              | Prababka po kądzieli: Joanna Coesme                    | Prapradziadek po kądziel: Ludwik Coesme                    |
| Emanuel Filibert Sabaudzki-Carignano | Matka: Maria Burbon-Soissons                  | Babka po kądzieli: Anna Montafià              | Prababka po kądzieli: Joanna Coesme                    | Praprababka po kądzieli: Anna Pisseleu                     |